# Casa al carrer de Lluís Millet, 37 (el Masnou)
La casa del carrer de Lluís Millet, número 37, és un edifici del municipi del Masnou (Maresme) protegit com a bé cultural d'interès local.

## Descripció
Casa entre mitgeres d'una sola planta rectangular alineada al pla del carrer de Lluís Millet que consta de planta baixa i coberta plana practicable a manera de terrat. La façana principal, orientada al nord, es compon de dues finestres de forma simètrica amb la porta d'accés al centre. Una petita porta se situa a l'esquerra del conjunt, però fou oberta posteriorment. Les dues finestres tenen balconera, però on recau tot l'interès és al cos superior situat a les balustrades del terrat. El capcer de la façana forma una barana que corona el conjunt, de formes sinuoses i combinant parament d'obra i elements de ferro forjat.
La façana està decorada amb estucs amb un cert relleu imitant carreus posats a portell, sanefes florals damunt les llindes i sota la cornisa i un esgrafiat central on hi ha la data de 1923.